# KANE&LYNCH 2: DOG DAYS
『KANE&LYNCH 2: DOG DAYS』はIO インターアクティブ社が開発したコンピュータゲーム。ジャンルはTPS。前作はスパイクが日本での発売元だったが、前作発売後に日本国外での発売元だったアイドスがスクウェア・エニックスに買収されたため、本作は日本でも同社から2010年8月26日にプレイステーション3・Xbox 360両プラットホームで発売された。

## 概要
前作KANE&LYNCH: DEAD MENの続編。今回は主人公が前作においてケインのパートナーだったリンチに切り替わっており、プレイヤーはリンチとして「最悪の二日間」を体験する。前作同様基本的なシステムはカバーアクションやブラインドファイアを巧みに駆使し敵を撃破していくものとなっている。画面分割による2人co-opプレイが可能。
本作はドキュメンタリービデオのような映像表現を意識して作られており、ゲーム中でダッシュなどの操作を行うと「手ブレ」で画面が揺れたり、ダメージを受けるとノイズが走る、ムービーシーンでカメラカットが多用されたりと言った場面に活用されている。「手ブレ」はオプションでオフにすることが可能。

## ストーリー
「KANE&LYNCH: DEAD MEN」での「THE 7」との壮絶な戦いの後、主人公リンチは中国・上海にてガールフレンドのシウと平和に暮らす裏で、マフィア家業を未だに継続していた。ある日とある武器取引の仕事で昔の相棒であったケインの力を借りることとなる。その仕事は彼らにとってごく簡単なものであった。あんなことが起きるまでは…。

## 登場人物
リンチ（Lynch）
本作の主人公。精神疾患を患っており、敵との激しい戦闘や重度の傷を負うと若干パニック状態となり、独り言をぶつぶつと呟いてしまうようになる。腹が出た中年太り体型で服のサイズはかなりのもの。「THE 7」との抗争後に上海に引越し、上司のグレイザーから仕事を請けながら生活を両立していたが、その事が彼の人生を大きく狂わすこととなる。
ケイン（Kane）
リンチのよき親友であり仕事仲間でもある。リンチと同様に「THE 7」との抗争後は故郷に戻り、妻と娘のジェニーとともに至極平和に暮らしていたが、リンチに呼び出され、妻子を故郷において上海へ来る事となる。パニック状態となったリンチをなだめるのに不可欠な存在。最終ミッションは彼を操作することになる。
グレイザー（Glayzer）
リンチの上司でイギリス人。在中外国人達による組織のリーダーで、マフィア家業の危険な仕事をリンチに任せていた。物語上で何度も異なる人物に狙われることとなる。
トミー(Tommy)
ピエール(Pierre)
JC
エルウッド(Elwood)
ジーン(Jean)
グレイザーの手下。いわば傭兵のような存在で、リンチと同様危険な仕事を担当している。
マルチプレイヤーモードでは彼らグレイザーの手下を操作する。
シウ（Xiu）
リンチのガールフレンド。上海にあるアパートでリンチの帰りを待っている。リンチにとっての心の安らぎの場だが、それが故に敵に執拗に狙われることとなり、リンチをおびき寄せる餌として利用される。
シン（Sin）
上海にある裏家業の重要人物。アジア系の顔立ちでサングラスをかけており、リンチ同様に肥満体型。窮地に立たされながらも冷静に対処する豪快な性格の持ち主でもある。
シャンシー（Shansea）
中国語で「ビッグボス」の異名をとる重要人物で、とあることが理由でケインとリンチに部下を差し向けてくるようになる。更には上海の警官や兵士たちをも差し向けるようになるほどの権威の持ち主。リンチを死なせるまで執拗に部下たちを差し向けてくる物語上の黒幕。
ブライアン（Brian）
物語序盤で相手をすることとなる中国人。武器の取引でリンチたちと対面するや否や銃を向けて部下たちを使いリンチたちに攻撃を開始する。とある女性を連れており、その女性の生死がリンチたちの運命を決定付けることとなる。

## 備考
- 前作同様吹き替え音声とオリジナルの英語音声がメニューから選べられ（ゲーム中に切り替えることは不可）、前作の問題点でもあった「吹き替え音声と日本語字幕の内容があっていない」は改善されたものの依然として「字幕が遅れて表示される」・「字幕が表示されない」などの不具合は改善されていない。
- 主人公たちの敵となる武装市民・警官たちは普段は中国語を喋るが、稀に「F」の四文字言葉や簡単な英単語などの片言の英語を喋ることもある。この部分は吹き替え音声にしても吹き替えられない。
- 全11チャプターで、16チャプターあった前作よりもボリュームが減ったことが指摘されている。

## 日本語版の仕様変更
本作はオリジナルの米国版と比べて若干の仕様が変更されている。以下に列挙する。
- 一部の登場人物のモザイク処理の除去。
- キャラクターのグラフィックを修正。
- 一部のムービーシーンでの残虐効果を修正。
- 街中に点在する一般市民が攻撃できなくなった。（照準を合わせて攻撃ボタンを押しても銃弾が発射されない）

またドイツ版では上記の修正から更に以下の修正が加えられている。
- ラグドールの削除
- マルチプレイでの一般市民が殺害出来なくなっている。（リザルトでの一般市民殺害ボーナスも削除）